# Zorba the Greek
Zorba the Greek és una pel·lícula de 1964 basada en la novel·la Alexis Zorbàs de Nikos Kazantzakis. Guanyà tres Oscars, a la millor actriu de repartiment (Lila Kedrova), a la millor direcció artística i a la millor fotografia. Fou candidata a uns altres quatre: a la millor pel·lícula, al millor director, al millor actor principal (Anthony Quinn) i al millor guió adaptat.

## Argument
Basil (Alan Bates) és un escriptor anglès, jove i tibat, de classe mitjana d'origen mig grec, criat a la Gran Bretanya, que ha heretat una petita propietat a Creta. Tot viatjant cap allà, coneix Zorba (Anthony Quinn), un aventurer músic grec de mitjana edat ple de vitalitat i il·lusió per la vida. A mesura que Basil va coneixent-lo, s'adona de la vida tan insulsa que ha estat portant i aprèn de Zorba a gaudir de la seva existència. En arribats a Creta s'hostatgen a la pensió de la vídua francesa Madame Hortense (Lila Kedrova). També coneixeran la jove vídua del poble (Irene Papas), a qui els habitants del poble no deixen tornar-se a casar.

## Música
La música de la pel·lícula de Mikis Theodorakis, especialment la dansa final, una coreografia de Giorgos Provias anomenada sirtaki, ha esdevingut un dels clixés populars de dansa grega tradicional (tot i que és una invenció per a la pel·lícula, refosa de diferents estils tradicionals).

## Premis i nominacions

### Premis
- 1965: Oscar a la millor actriu secundària per Lila Kedrova
- 1965: Oscar a la millor fotografia per Walter Lassally
- 1965: Oscar a la millor direcció artística per Vassilis Fotópulos[2][3]

### Nominacions
- 1965: Oscar a la millor pel·lícula
- 1965: Oscar al millor director per Mikhalis Kakogiannis
- 1965: Oscar al millor actor per Anthony Quinn
- 1965: Oscar al millor guió adaptat per Mikhalis Kakogiannis
- 1965: Globus d'Or a la millor pel·lícula dramàtica
- 1965: Globus d'Or al millor director per Mikhalis Kakogiannis
- 1965: Globus d'Or al millor actor dramàtic per Anthony Quinn
- 1965: Globus d'Or a la millor actriu secundària per Lila Kedrova
- 1965: Globus d'Or a la millor banda sonora per Mikis Theodorakis
- 1966: BAFTA a la millor pel·lícula
- 1966: BAFTA al millor actor estranger per Anthony Quinn
- 1966: BAFTA a la millor actriu estrangera per Lila Kedrova
- 1966: Grammy a la millor banda sonora original escrita per pel·lícula o televisió per Mikis Theodorakis